# 孫香
孫 香（そん こう、生没年不詳）は、中国後漢末期の部将。字は文陽。孫堅の族子。孫策と孫権の族兄にあたる。

## 生涯
父の孫孺（字は仲孺）は孫堅の又従弟で、孫鍾（孫堅の父）の従子にあたる。
孫香は、郷里の呉郡に出仕して主簿・功曹となった。さらに、族父の孫堅の征伐に従って功績を上げ、郎中に任命された。
孫堅が戦死した後、袁術の下に仕官して汝南太守に任命され、後に征南将軍を任された。族弟の孫策は、袁術の下から離れる際「今、江東を征したが、君は何か考えがあるか」と手紙を送っている。しかしこの時、孫香は孫策の元から離れた地に住んでいたため、帰参・合流できなかった。
その後、九江郡寿春において死去した。

## 参考資料
- 『三国志』